# Aristid von Grosse
Aristid von Grosse (Riga, 4 de janeiro de 1905 — Laguna Hills, 21 de julho de 1985) foi um químico nuclear alemão radicado nos Estados Unidos. Durante seu trabalho com Otto Hahn, ele teve acesso a material radioativo oriundo da produção de rádio e com esse material foi capaz de isolar um óxido de protactínio e mais tarde foi capaz de produzir protactínio metálico pela decomposição de um iodeto de protactínio.
Ele faleceu de pneumonia em Laguna Hills, Califórnia em julho de 1985.